# Gastroenterologija
Gastroenterologija je veja medicine, ki se ukvarja z zdravljenjem bolezni prebavil (želodca in črevesja).
Zdravnik-specialist, ki deluje na tem področju, se imenuje gastroenterolog.